# Bíborka (keresztnév)
A Bíborka női név a régi magyar Bíbor és Bíbora nevek 19-20. századi felújításából ered.

## Rokon nevek
Bíbor, Bíbora, Bíboranna

## Gyakorisága
Az újszülötteknek adott nevek körében az 1990-es években szórványosan fordult elő. A 2000-es években nem szerepelt a 100 leggyakrabban adott női név között, de a 2010-es években már a 78-98. helyen állt.
A teljes népességre vonatkozóan a Bíborka sem a 2000-es, sem a 2010-es években nem szerepelt a 100 leggyakrabban viselt női név között.

## Névnapok
- április 6.[2]

## Híres Bíborkák
- Bocskor Bíborka énekesnő